# NGC 2657
NGC 2657 is een spiraalvormig sterrenstelsel in het sterrenbeeld Kreeft. Het hemelobject werd op 7 maart 1885 ontdekt door de Franse astronoom Édouard Jean-Marie Stephan.

## Synoniemen
- UGC 4573
- MCG 2-23-2
- ZWG 61.6
- IRAS 08425+0949
- PGC 24595